# Anauyá
L'anauyá és una llengües arawak de l'Alt Amazones extingida, poc certificada i sense classificar. Kaufman (1994) la va col·locar a la seva branca Wainumá, però això no fou seguit per Aikhenvald (1999). Era parlada als marges del riu Castaña, un afluent del riu Siapa (Veneçuela).

## Llista de paraules
Ramírez va fer una llista de vocabulari de flora, fauna i artefactes culturals: